# Rhynchospora globosa
Rhynchospora globosa là loài thực vật có hoa trong họ Cói. Loài này được (Kunth) Roem. & Schult. miêu tả khoa học đầu tiên năm 1817.